# Mordet på Karolin Hakim
Mordet på Karolin Hakim ägde rum under förmiddagen den 26 augusti 2019 när hon blev skjuten av en gärningsman och dödligt sårad i Malmö. Karolin Hakim dog på sjukhuset av sina skador.
Mordet ägde rum nära Ribersborg strandpark, som anses vara ett lugnt område i Malmö. Dådet antogs vara kopplat till gängkriminella.

## Bakgrund
År 2010 dömdes Karolins make till åtta års fängelse för det så kallade Bröndbyrånet i Danmark 2008 (Røveriet mod Dansk Værdihåndtering(da)). Rånet mot en värdetransportdepå i sydvästra Köpenhamn var ett av de största rånen i Danmark någonsin. Rånarna kom över 60 miljoner danska kronor. Han deltog i planeringen och även under själva rånet. Enligt ett strafftidsbeslut ska han som tidigast ha kommit ut från fängelset i mars 2015. Efter frigivningen har han dömts för ett ringa narkotikabrott 2016 samt för en olovlig körning 2018.
Mordet på Hakim var ett av 15 stycken där personer som ej varit inblandade i gängkonflikter dödats under tioårsperioden före år 2020.

## Förlopp
Hakim var i sällskap med sin make som bar deras spädbarn på Sergels väg i Malmö. Två män väntade på maken som förmodas ha varit deras egentliga måltavla. När maken såg de två männen började han springa. Enligt ett ögonvittne som intervjuades av SVT, snubblar maken och tappar barnet som blir liggande kvar på trottoaren. Medan maken blir beskjuten lyfter Karolin Hakim upp barnet och börjar vädja till skyttarna att de ska sluta. De vänder sig om mot henne och en av dem avlossar ett skott mot hennes kropp och hon faller ihop på trottoaren. Skytten tar några steg närmare och avlossar ett skott mot hennes huvud.
Flyktbilen hittades utbränd en kort tid efter mordet.

## Offret
Karolin Hakim, ostraffad och som av andra beskrevs som varm och omtänksam, hade nyligen gjort klar sin läkarutbildning i Polen, och var mor till ett spädbarn på två månader när hon dödades. Hakim hade tidigare vittnat om oroligheter på sjukhuset i samband med ett tidigare uppmärksammat mordfall.
Som ung arbetade Karolin Hakim i kassan i sin fars butik.
Karolin Hakim begravdes den 18 september 2019 på S:t Pauli Norra Kyrkogård i Malmö. En icke-religiös ceremoni öppen för allmänheten hölls i Luftkastellet och 150 personer kom för att lägga blommor på hennes kista.
Enligt ett reportage i Dagens Nyheter i mitten av oktober var brottsplatsen då fortfarande dekorerad med brinnande ljus och blommor.

## Efterspel
Den 28 augusti besöktes brottsplatsen av Sveriges inrikesminister Mikael Damberg.
I december 2019 sköts Flamur “Alex” Beqiri, en av Hakims makes vänner, ihjäl i London-stadsdelen Battersea. Kopplingen var en av de som utreddes av Metropolitanpolisen. Beqiri var född i Albanien och hade svenskt medborgarskap.

## Utredning
I slutet av september hade polisen över 100 vittnen att förhöra på grund av brist på utredare som kunde förhöra dem.
En 23-årig man häktades misstänkt för medhjälp till dråp. En 19-årig man som flyktfordonet var registrerat på sedan mitten av augusti häktades. 
Den 23 oktober 2019 släppte Polismyndigheten en bild på en av de misstänkta gärningsmännen vid brottsplatsen som publicerades av Expressen. SVT Nyheter valde enligt Skåne-avdelningens utgivare Göran Eklund att inte visa bilden med hänvisning till att den misstänkte kunde förorsakas skada vid en publicering och att allmänintresset inte var tungt nog.
Bilden resulterade i flera tips.
I maj 2020 intervjuades ett vittne till mordet i TV-programmet Veckans brott.
En misstänkt gärningsman häktades i januari 2021. Europols dekryptering av kriminellas användning av EncroChat våren 2020 spelade en viss roll vid gripandet.